# Flugplatz Dahlemer Binz

i7
i11
i13

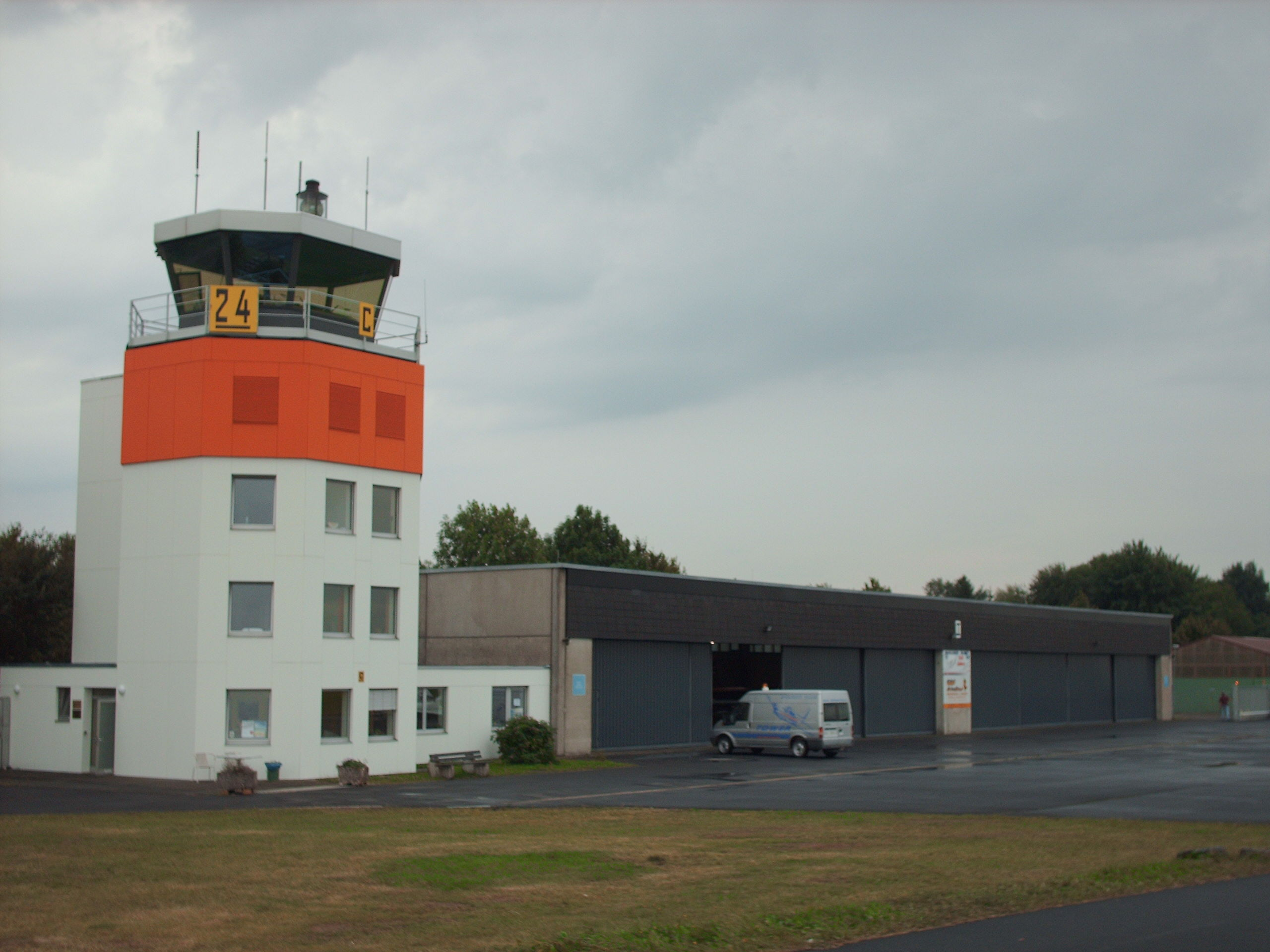
Turm des Flugplatzes

Die Dahlemer Binz (ICAO-Code: EDKV) ist ein Verkehrslandeplatz in der Eifel-Gemeinde Dahlem, etwa 35 Kilometer südwestlich von Euskirchen.
Der Flugplatz ist zugelassen für:
- Motorflugzeuge (einschl. Hubschrauber) bis 5700 Kilogramm Startmasse
- Motorsegler
- Segelflugzeuge im Winden- und Flugzeugschlepp
- Ultraleichtflugzeuge
- Heißluftballon-Aufstiege
- Fallschirmspringen

## Fluggesellschaften und Ziele
Der Flugplatz wird von 15 Vereinen sowie für Geschäfts- und Privatflüge ins In- und Ausland genutzt.

## Anfahrt
Der Flugplatz liegt etwa 2,5 Kilometer von Dahlem und etwa 1 Kilometer vom Ortsteil Schmidtheim entfernt im Süden des Kreises Euskirchen und ist zu erreichen über die Bundesautobahn 1 bis Autobahnende bei Blankenheim und weiter über die Bundesstraße 51.

## Firmen am Flugplatz
Im Jahr 1964 zog der Kleinflugzeugbauhersteller Alfons Pützer auf den Flugplatz und gründete später die Sportavia-Pützer GmbH  mit französischen Teilhabern.

## Besonderheiten
Am 5. August 2007 feierte der Flugplatz sein fünfzigjähriges Bestehen. Direkt am Flugplatz befinden sich ein nicht-öffentlicher Campingplatz sowie in unmittelbarer Nähe eine Kartbahn.